# Cầu Ka Long
Cầu Ka Long là một cây cầu trên quốc lộ 18, bắc qua sông Ka Long tại thành phố Móng Cái, tỉnh Quảng Ninh, Việt Nam.
Cầu nằm ở trung tâm thành phố Móng Cái, gần biên giới Việt Nam – Trung Quốc, nối phường Ka Long với phường Hòa Lạc.
Cầu Ka Long có chiều dài trên 230 m, là một cầu vòm đá do công nhân Trung Quốc và Việt Nam thi công, xây dựng từ ngày 10/9/1963, đến ngày 19 tháng 5 năm 1965 thì hoàn thành. Đây là cây cầu duy nhất ở Việt Nam được xây dựng hoàn toàn bằng đá, không dùng chất kết dính như xi măng vôi vữa, mà chỉ sử dụng những phiến đá lớn nhỏ ghép lại với nhau. Trên thân cầu có dòng chữ "Tình hữu nghị Việt Trung đời đời bền vững" được viết bằng tiếng Việt và tiếng Trung.
Vào đầu năm 2015, cầu được tiến hành sửa chữa, nâng cấp kết hợp với lắp đặt hệ thống đèn chiếu sáng trang trí hiện đại.